# アルバスタキヤ (競馬)
アルバスタキヤ（Al Bastakiya、アラビア語: البستكية）とはドバイレーシングクラブがメイダン競馬場のダート1900mで施行する競馬の国際競走である。アルバスティキヤと表記される場合もある。

## 概要
競走馬の出走条件はサラ系3歳限定（ただしアラブ首長国連邦では馬齢表記を南半球の基準で定めているため、北半球の基準で表記すると北半球産3歳馬ならびに南半球産4歳）である。
ドバイレーシングカーニバルに指定され、スーパーサタデーに施行されている。
ドバイ三冠競走の第2戦目として施行されている。
現在のスーパーサタデーでの開催前の2002年まではUAEオークスなどと同じ日に施行されていた。
勝ち馬が2着馬に大差をつけて圧勝することが多く、過去には2001年にイードバイが9馬身差、2003年にイナモラートと2006年にシンパティコブリボンが6馬身差、2007年にアジアティックボーイが7馬身差をつけて優勝している。

## 歴史
- 2001年 - 創設。以降4月に施行。
- 2003年 - この年以降3月に施行。創設以降サイード・ビン・スルール厩舎が3連覇を達成。
- 2004年 - プティパリが優勝し、UAE調教馬以外の外国馬が初勝利。
- 2007年 - ビクトリーテツニーが日本調教馬として初出走し2着。

## 歴代優勝馬
※馬齢表記は北半球の基準で表記。 
| 回     | 施行日        | 調教国・優勝馬   | 性齢 | タイム  | 優勝騎手       | 管理調教師         |
| ------ | ------------- | ---------------- | ---- | ------- | -------------- | ------------------ |
| 第1回  | 2001年4月14日 | E Dubai          | 牡3  | 1:47.45 | L.デットーリ   | S.ビン・スルール   |
| 第2回  | 2002年4月13日 | Expect           | 牡3  | 1:51.16 | T. ダーカン    | S.ビン・スルール   |
| 第3回  | 2003年3月8日  | Inamorato        | 牡3  | 1:49.71 | L.デットーリ   | S.ビン・スルール   |
| 第4回  | 2004年3月6日  | Petit Paris      | 牡4  | 1:51.54 | W.サプル       | J.バートン         |
| 第5回  | 2005年3月5日  | Parole Board     | 牡3  | 1:51.35 | T.ダーカン     | M.アル・クルディ   |
| 第6回  | 2006年3月2日  | Simpatico Bribon | 牡4  | 1:49.15 | J.ムルタ       | I.ジョリー         |
| 第7回  | 2007年3月1日  | Asiatic Boy      | 牡4  | 1:48.27 | W.マーウィング | M.デ・コック       |
| 第8回  | 2008年3月6日  | Royal Vintage    | 牡4  | 1:48.68 | K.シーア       | M.デ・コック       |
| 第9回  | 2009年3月5日  | Soy Libriano     | 牡4  | 1:52.62 | W.サプル       | M.ビン・シャフヤ   |
| 第10回 | 2010年3月4日  | Mendip           | 牡3  | 1:59.42 | L.デットーリ   | S.ビン・スルール   |
| 第11回 | 2011年3月3日  | Reem             | 牝4  | 1:59.90 | K.シーア       | M.デ・コック       |
| 第12回 | 2012年3月10日 | Mickdaam         | 牡3  | 1:59.76 | C.スミヨン     | M.デ・コック       |
| 第13回 | 2013年3月9日  | Secret Number    | 牡3  | 2:01.35 | K.ファロン     | S.ビン・スルール   |
| 第14回 | 2014年3月8日  | Asmar            | 牡3  | 1:59.56 | R.ヒューズ     | F.ナス             |
| 第15回 | 2015年3月7日  | Mubtaahij        | 牡3  | 1:59.08 | D.オニール     | M. デ・コック      |
| 第16回 | 2016年3月5日  | Market Rally     | 牡3  | 1:58.52 | P. スマレン    | D.セルヴァラトナム |
| 第17回 | 2017年3月4日  | Cosmo Charlie    | 牡3  | 1:58.87 | P.Dobbs        | D.Watson           |
| 第18回 | 2018年3月10日 | Yulong Warrior   | 牡3  | 1:58.05 | R.Mullen       | S.Seemar           |
| 第19回 | 2019年3月9日  | Divine Image     | 牝3  | 1:59.07 | B.Doyle        | C.Appleby          |
| 第20回 | 2020年3月7日  | Emblem Storm     | 牡3  | 1:58.06 | O.Murphy       | S.Seemar           |
| 第21回 | 2021年3月6日  | Panadol          | 牡3  | 1:58.13 | M.Barzalona    | S.B.Ghadayer       |
| 第22回 | 2022年3月5日  | Quality Boone    | 牡3  | 2:01.91 | V.Leal         | A.C.Pereira        |
| 第23回 | 2023年3月4日  | Go Soldier Go    | 牡3  | 1:58.91 | A.デフリース   | F.ナス             |
| 第24回 | 2024年2月23日 | Killer Collect   | 牡3  | 1:59.01 | T.O'Shea       | B.Seemar           |
| 第25回 | 2025年2月21日 | Galactic Star    | 騸3  | 1:59.33 | R.Mullen       | B.Seemar           |